# Ordre de la famille royale de George V
L'ordre de la famille royale de George V (en anglais : Royal Family Order of George V) est une ancienne distinction honorifique décernée aux membres féminins de la famille royale britannique par le roi George V.
À sa mort, le 8 septembre 2022, la reine Élisabeth II était la dernière récipiendaire de l'ordre.

## Description
L'insigne consiste en une miniature du roi en uniforme naval placée dans un cadre ovale couronné de diamants et suspendue à un ruban bleu pâle. La version la plus grande a été offerte à l'épouse et à la mère du roi, la suivante à sa fille, ses belles-filles, sœurs et tantes, une version plus petite à ses petites-filles et la plus petite à d'autres membres féminins de la famille royale.

## Récipiendaires
- La reine Mary (épouse de George V)[2]
- La reine Alexandra (mère de George V)[2]
- La princesse Mary (fille de George V)[2]
- La princesse Louise, princesse royale (sœur de George V)[2]
- La princesse Victoria (sœur de George V)[2]
- La reine Maud de Norvège (sœur de George V)[2]
- La princesse Helena (tante paternelle de George V)[2]
- La princesse Louise, duchesse d'Argyll (tante paternelle de George V)[2]
- La princesse Béatrice (tante paternelle de George V)[2]
- La duchesse de Connaught et Strathearn (épouse du prince Arthur, oncle paternel de George V)[2]
- La duchesse douairière de Saxe-Cobourg-Gotha (épouse du prince Alfred, oncle paternel de George V)[2]
- La duchesse douairière d'Albany (épouse du prince Léopold, oncle paternel de George V)[2]
- La duchesse d'York (épouse du prince Albert, fils de George V)[2]
- La duchesse de Kent (épouse du prince George, fils de George V)[2]
- La duchesse de Gloucester (épouse du prince Henry, fils de George V)[2],[3]
- La princesse Élisabeth (petite-fille de George V)[2]
- La princesse Margaret (petite-fille de George V)[2]
- La comtesse d'Athlone (cousine germaine de George V)[2]
- La duchesse de Fife (nièce de George V)[2]
- La comtesse de Southesk (nièce de George V)[2]
- La marquise de Cambridge (épouse du prince Adolphe, beau-frère de George V)[1]
- La princesse héritière de Suède (cousine germaine de George V)[1]
- Lady Patricia Ramsay (cousine germaine de George V)[1]